# Reprezentacja Macedonii Północnej w hokeju na lodzie mężczyzn
Reprezentacja Macedonii Północnej w hokeju na lodzie mężczyzn – kadra Macedonii Północnej w hokeju na lodzie mężczyzn.

## Historia
Od 2001 roku jest członkiem IIHF.